# ブルガール語
ブルガール語（ブルガールご）は、バルカン半島、ヴォルガ川中流域、北カフカースなどで、ブルガール人によって話されていたと考えられるテュルク諸語に属する言語。
ブルガール人のスラブ化などに伴い死語となった。

## 概要
テュルク諸語の中での位置付けは不明確であるが、チュヴァシ語と近縁とみられている。ブルガール語の話者は、ヴォルガ・ブルガール、ドナウ・ブルガールを構成する民族集団に含まれていたと考えられている。
現代のチュヴァシ語は、他のテュルク諸語とブルガール語との間で見られる音韻上の対立が規則的に現れることから、現在存在する言語の中では、ブルガール語に近縁の唯一の言語であるとみなされている。なお、現在のヴォルガ・タタール語は、ブルガール語の要素を一部含むものの、キプチャク系テュルク言語とブルガール語の混交言語と考えられている。

### ドナウ・ブルガール

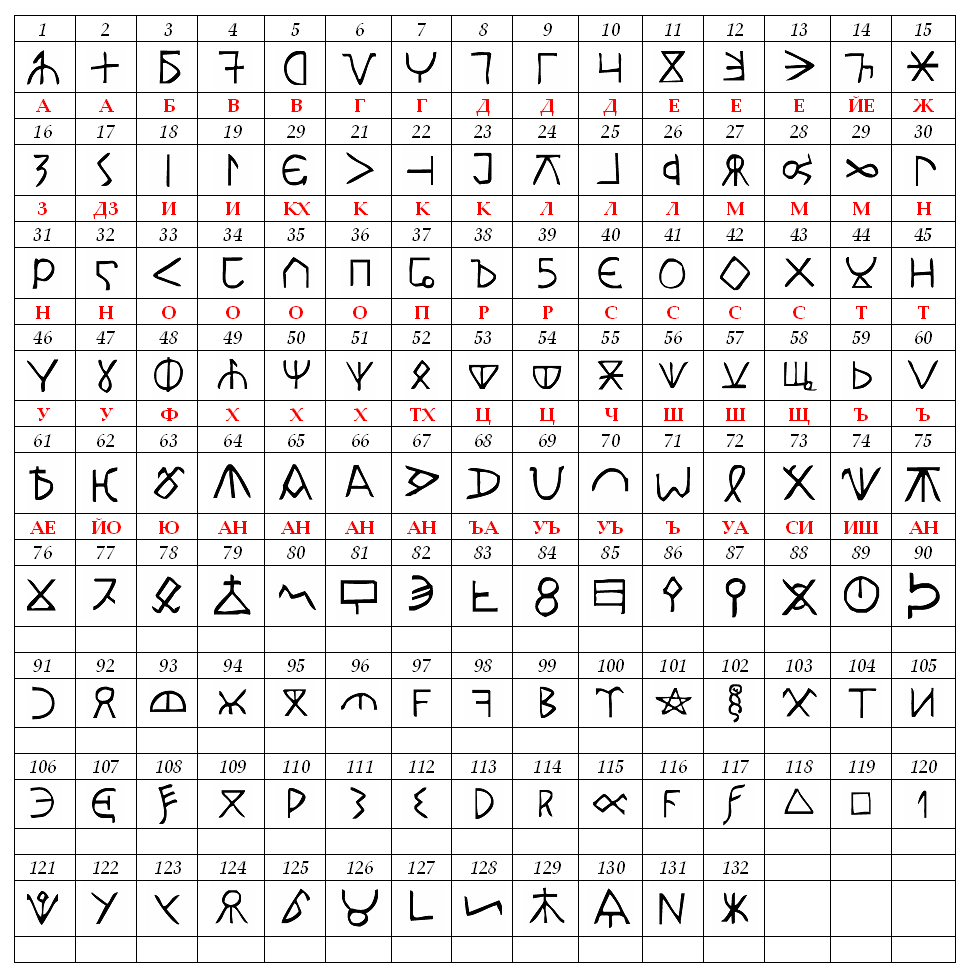
ドナウ・ブルガール語を表記するのに用いられた古テュルク文字の一種、ブルガール・ルーン文字。

ドナウ・ブルガール語の碑文は、ブルガリア北部のプリスカや、ルーマニアのムルファトラルで発見されている。これらの碑文はギリシア文字や突厥文字（オルホン文字）様の古テュルク文字にて書かれており、内容は祈祷文や讃辞のほか、法廷目録である。
ドナウ・ブルガール語の碑文は、ギリシア語で書かれた同一碑文と共に見つかる例があり、スラヴ化が進む前のブルガリア第一帝国の支配者が、ギリシア語を公用語として使用していたことが分かる。
9世紀にはスラヴ化に伴い、バルカンでの話者は途絶したとみられている。

### ヴォルガ・ブルガール
ヴォルガ川中流域では、13世紀から14世紀ごろまで存続したとみられるが、モンゴルによるヴォルガ征服に伴い、住民のキプチャク化が進み、死語となった。
ヴォルガ川流域では、アラビア文字や古テュルク文字を使ったヴォルガ・ブルガール語の碑文が多数発見されている。